# Neva Rošić
Neva Rošić (Rijeka, 23. lipnja 1935.) je hrvatska kazališna, filmska i televizijska glumica, te kazališna pedagoginja i redateljica.

## Životopis
Glumu na Akademiji dramske umjetnosti u Zagrebu diplomirala 1957. godine. Iste godine započinje profesionalno kazališno djelovanje u Zagrebačkom dramskom kazalištu (danas GDK Gavella). Već na početku karijere skreće pozornost na sebe glavnom ulogom u Matkovićevom Vašaru snova. Iz mlađih dana ističe se njena uloga Rosaura iz Goldonijeve Lukave udovice (1962.). Jedan od vrhunaca glumačkog puta Neve Rošić je njezina interpretacija triju junakinja iz glembajevskog ciklusa (barunica Castelli, Laura, Klara). Kritičari su zapisali da je rijetko koja glumica te likove oblikovala na pozornici s toliko profinjenog i produhovljenog psihološkog nijansiranja. Igrala je preko 70 različitih dramskih uloga i osvojila većinu glumačkih nagrada na ovim prostorima uključujući čak dvije Sterijine nagrade, dvije nagrada grada Zagreba, Nagrada Dubravko Dujšin, dvije Nagrade Vladimir Nazor (od kojih i ona za životno djelo), Zlatni vijenac na sarajevskom MESS-u te nagradu za najbolju žensku ulogu na Festivalu Marulićevi dani. Godine 1968. prelazi u Hrvatsko narodno kazalište u Zagrebu u kojem djeluje dvadeset i jednu sezonu te ostvaruje većinu svojih velikih interpretacija. Od 1958. nastupa na Dubrovačkim ljetnim igrama, gdje tijekom dvadeset i devet festivalskih sezona tvori jednu od bitnih okosnica dramskog ansambla. Uz stalni angažman u HNK Zagreb povremeno je nastupala u Varaždinu, HNK Ivana pl. Zajca u Rijeci, zagrebačkom Teatru ITD i u kazalištu Mala scena.
Od 1978. kao vanjski honorarni suradnik, a od 1989., kao redoviti profesor predavala je glumu na Akademiji dramske umjetnosti u Zagrebu.
Od sredine 90-ih povremeno se bavi i režijom, najčešće u HNK Ivana pl. Zajca u Rijeci.  U istom kazalištu 2005. godine slavi pedesetu obljetnicu svoga glumačkoga rada i to ulogom Irine Arkandinove iz drame Galeb Antona Pavlovića Čehova, u režiji Jagoša Markovića. 

## Filmografija
Filmske uloge u dugometražnim i TV filmovima
- "Mater" kao Anka (2019.)
- "Moram spavat', anđele" kao Tonka (2007.)
- "Zagorka" kao Zagorka (glas) (2007.)
- "Vježbanje života" (1991.)
- "Vila orhideja" kao ujna (1988.)
- "Ustrijelite Kastora" (1982.)
- "Samo jednom se ljubi" kao Elizabeta (1981.)
- "Karmine" (1978.)
- "Tri jablana" kao Eva (1976.)
- "Klara Dombrovska" kao Klara (1976.)
- "Allegro con brio" kao Irena (1973.)
- "Leda" kao Klara (1971.)
- "Čamac za kron-princa" (1969.)
- "Švedske šibice" (1969.)
- "Oluja na ulici" (1965.)
- "Četvrta dimenzija" (1965.)
- "Ne možeš imati sve" (1964.)
- "Sablasti" (1964.)
- "Lukava udovica" (1963.)
- "Odrasti se mora" (1962.)
- "Osma vrata" kao Vera Simonović (1959.)
- "Kontrolor neba" (1958.)

TV uloge
- "Ujakov san" kao Marija Aleksandrovna Moskaljova (1987.) – TV-kazališna predstava
- "Dundo Maroje" kao Laura (1983.) – TV-kazališna predstava
- "Euripid - Ifigenija u Aulidi" kao Klitemnestra (1983.) – TV-kazališna predstava
- "Aretej" (1978.) – TV-kazališna predstava
- "Mali buntovnik" (1976.)
- "U registraturi" kao Margarita (1974.)
- "Diogenes" kao Terezija Baćan (1971.)
- "Zlatni mladić" kao Mica (1970.)

## Vanjske poveznice
- Rošić, Neva – Hrvatska enciklopedija
- Neva Rošić – Hrvatsko narodno kazalište Ivana pl. Zajca u Rijeci
- Neva Rošić u internetskoj bazi filmova IMDb-u (engl.)